# Bathyonus caudalis
Bathyonus caudalis är en fiskart som först beskrevs av Garman, 1899.  Bathyonus caudalis ingår i släktet Bathyonus och familjen Ophidiidae. Inga underarter finns listade.